# 호드리구 베캉
호드리구 나시멘투 프란사(포르투갈어: Rodrigo Nascimento França, 1996년 1월 19일 ~ )는 흔히 호드리구 베캉(포르투갈어: Rodrigo Becão)으로 알려져 있는 브라질의 축구 선수이다. 그의 포지션은 수비수로, 현재 튀르키예 쉬페르리그의 페네르바흐체에서 활약하고 있다.

## 클럽 경력
2015년 11월 28일, 베캉은 바이아에서 아틀레치쿠 고이아니엔시와의 캄페오나투 브라질레이루 세리이 B 경기에서 데뷔전을 치렀다.
2018년 7월 4일, 베캉은 러시아 프리미어리그의 CSKA 모스크바로 1시즌 임대되었다. 그는 2018년 7월 27일, 1-0으로 꺾고 우승컵을 들어올린 로코모티프 모스크바와의 러시아 슈퍼컵 경기에서 데뷔전을 치렀다.
2019년 7월 6일, 호드리구 베캉은 이적료 €1.6M에 이탈리아 세리에 A의 우디네세로 이적하였다. 2019년 8월 25일, 베캉은 1-0으로 이긴 다치아 아레나에서 열린 밀란과의 세리에 A 데뷔전에서 데뷔골이자 결승골을 기록했다.

## 수상 내역
바이아
- 코파 두 노르데스치: 2017
- 캄페오나투 바이아누: 2018

CSKA 모스크바
- 러시아 슈퍼컵: 2018